# Quận Person, North Carolina
Quận Person là một quận hạt tọa lạc ở Piedmont bắc trung bộ Bắc Carolina ở Hoa Kỳ. Quận này thuộc vùng đô thị Durham-Chapel Hill. Dân số theo điều tra năm 2000 là 35.623 người.
Quận lỵ là Roxboro.6

## Địa lý
Theo Cục điều tra dân số Hoa Kỳ, quận có tổng diện tích 404 dặm Anh vuông (1.047 km²), trong đó, 392 dặm Anh vuông (1.016 km²) là diện tích đất và 12 dặm Anh vuông (31 km²) trong tổng diện tích (2,92%) là diện tích mặt nước.

### Các quận giáp ranh
- Quận Halifax, Virginia - Bắc
- Quận Granville, Bắc Carolina - Đông
- Quận Durham, Bắc Carolina - Nam-Đông nam
- Quận Orange, Bắc Carolina - Nam-Tây nam
- Quận Caswell, Bắc Carolina - Tây

## Thông tin nhân khẩu
Theo cuộc điều tra dân số2 tiến hành năm 2000, quận này có dân số 35.623 người, 14.085 hộ, và 10,113 gia đình sinh sống trong quận này. Mật độ dân số là 91 người trên mỗi dặm Anh vuông (35/km²). Đã có 15.504 đơn vị nhà ở với một mật độ bình quân là 40 trên mỗi dặm Anh vuông (15/km²).  Cơ cấu chủng tộc của dân cư sinh sống tại quận này gồm 68,79% người da trắng, 28,21% người da đen hoặc người Mỹ gốc Phi, 0,61% người Mỹ bản xứ, 0,15% Asian, 0,01% Pacific Islander, 1,37% từ chủng tộc khác, và 0,86% từ hai hay nhiều chủng tộc. Hispanic hoặc Latino thuộc bất cứ chủng tộc nào were 2,09% of the population.
Có 14.085 hộ trong đó có 31,5% có con cái dưới tuổi 18 sống chung với họ, 53,8% là những cặp kết hôn sinh sống với nhau, 13,8% có một chủ hộ là nữ không có chồng sống cùng, và 28,2% là không gia đình. 24,2% trong tất cả các hộ gồm các cá nhân và 10,1% có người sinh sống một mình và có độ tuổi 65 tuổi hay già hơn.  Quy mô trung bình của hộ là 2,50 còn quy mô trung bình của gia đình là 2,95,
Phân bố độ tuổi của cư dân sinh sống trong huyện là 24,0% dưới độ tuổi 18, 7,4% từ 18 đến 24, 30,6% từ 25 đến 44, 24,2% từ 45 đến 64, và 13,3% người có độ tuổi 65 tuổi hay già hơn.  Độ tuổi trung bình là 38 tuổi. Cứ mỗi 100 nữ giới thì có 93,2 nam giới. Cứ mỗi 100 nữ giới có độ tuổi 18 và lớn hơn thì, có 90,2 nam giới.
Thu nhập bình quân của một hộ ở quận này là $45.321 and thu nhập bình quân của một gia đình ở quận này là $44.598, Nam giới có thu nhập bình quân $30.970 so với mức thu nhập $22.804 đối với nữ giới. Thu nhập bình quân đầu người của quận là $21.817, Khoảng 9,4% gia đình và 12,0% dân số sống dưới ngưỡng nghèo, bao gồm 14,9% những người có độ tuổi 18 và 17,3% là những người 65 tuổi hoặc già hơn.